# Atenagoras (Anastasiadis)
Atenagoras (gr. Αθηναγόρας), imię świeckie Jeorjos Anastasiadis (gr. Γεώργιος Αναστασιάδης) lub George Angelo Aneste (ur. 17 września 1941 w Chicago, zm. 1 lipca 2025 tamże) – grecko-amerykański duchowny prawosławny w jurysdykcji Patriarchatu Konstantynopola, w latach 2005–2024 metropolita Meksyku.

## Życiorys
19 grudnia 1965 otrzymał święcenia diakonatu, a 21 lipca 1967 prezbiteratu. 22 sierpnia 1982 przyjął chirotonię biskupią. Do 1996 był biskupem pomocniczym Nowego Jorku ze stolicą tytularną Dorylajonu. Od 1979 pełnił urząd biskupa Toronto. W latach 1996–2005 był metropolitą Panamy, od 2005 do 2024 sprawował urząd metropolity Meksyku. Od 2024 do śmierci był metropolitą Vize (w Turcji).